# Escavações (A Persuasão)
As Escavações foram uma rubrica do semanário A Persuasão, do jornalista Francisco Maria Supico (1830-1911), publicada entre 1895 e 1911.
Em termos de historiografia constitui-se em obra de importância fundamental para a investigação sobre a história da ilha de São Miguel e dos Açores no século XIX. Nela eram passados em revista acontecimentos e personalidades do passado recente regional açoriano. Foi coligida e publicada, com a mesma designação, em 3 volumes, em 1995, pelo Instituto Cultural de Ponta Delgada.